# Ismael Lorenzo
Ismael Lorenzo es un escritor cubano, caracterizado por el subyacente humorismo satírico y erótico de sus novelas. Entre ellas “La hostería del tesoro” (1982), un Western dentro de una atmósfera totalitaria; “Alicia en las mil y una camas” (1984), que en palabras de Reinaldo Arenas “refleja de una manera dramática y poética de qué manera el totalitarismo corrompe y de hecho elimina hasta nuestros mitos infantiles”;  “La ciudad maravillosa” (1985) una ciencia ficción dentro de un mundo represivo.  
Sus últimas novelas han sido basadas en un personaje del folklore cubano “Matías Pérez entre los locos” (2002) y “Matías Pérez regresa a casa" (2008), "Matías Pérez en los días de invierno" (2014), "Matías Pérez de viaje por el Caribe" 2018;  y los libros testimoniales 'El silencio de los 12' (2012) y 'Detrás de la pantalla, los peligros de acosos online' (2013). Libro de ensayo 'De viaje por la literatura y el cine', 2014 y las novelas  'Soy Felipito', (2015). 'Felipito busca novia', (2018). Y sus memorias 'Una historia que no tiene fin' (2020) y 'Años de sobrevivencia' (2020).
En los años 80 dirigió desde New York, la revista literaria Unveiling.  Sus relatos,  ensayos y artículos en español o inglés, han aparecido en múltiples publicaciones de EE. UU., España y otros países. 
En 1985 recibió la medalla de plata de la Academia de “Arts, Sciences, Lettres” de Francia, también ha recibido un ‘Cintas Fellowship' y Premio en el Festival de Savannah 2018. 
En la actualidad dirige ‘Creatividad Internacional’, una red de literatura y cine muy popular, que ha tenido cerca  de 4 millones de visitas en sus 12 años.